# Guntamundo
Guntamundo (Gunthamund, nascido por volta de 450-496) foi um rei dos vândalos. Era filho de Gento, o quarto e mais jovem dos filhos do Genserico e, como varão de mais idade da casa real e de acordo com as leis promulgadas por seu avô, subiu ao trono após a morte do tio Hunerico. Tornou-se então rei dos vândalos e alanos (484-496), o terceiro soberano do reino norte-africano dos vândalos.
Guntamundo se beneficiou durante todo seu reinado do fato de que seus mais poderosos rivais, visigodos, ostrogodos e o Império Bizantino, estivessem envolvidos em guerras que lhes impediram de atuar contra um reino vândalo que tinha declinado grandemente do apogeu que tinha à época de Genserico. Teve que enfrentar, por sua vez, às incursões berberes que eram cada vez mais frequentes e exerciam forte pressão sobre seu reino.
Embora, como seus predecessores, professasse a fé ariana, cessou a perseguição aos católicos, o que o ajudou a estabilizar a economia do reino que, sob o reinado de Hunerico, tinha chegado às beiras do colapso.
Morreu em 496 quando em uma caçada de cervos. Foi sucedido pelo irmão Trasamundo, que resultaria muito menos eficaz em sua tarefa como governante.